# ダビット・メラー
ダビット・メラー（David Möller、1982年1月13日 - ）は、ドイツのリュージュ選手である。ゾンネベルク出身。2010年のバンクーバーオリンピック一人乗りで2位となり銀メダルを獲得した。リュージュ世界選手権で計4個の金メダルを獲得している。